# Young and Willing
Young and Willing is een Amerikaanse komische film uit 1943, geproduceerd en geregisseerd door Edward H. Griffith, met in de hoofdrollen William Holden, Eddie Bracken, Robert Benchley en Susan Hayward.
Het scenario, geschreven door Virginia Van Upp, is gebaseerd op het toneelstuk Out of the Frying Pan van Francis Swann. De film gaat over jonge, ambitieuze acteurs—drie mannen en drie vrouwen—die hun krachten bundelen en in hetzelfde appartement gaan wonen, in de hoop dat de huisbazin er niet achter komt, terwijl ze wachten op hun grote doorbraak. Young and Willing werd geproduceerd door Paramount Pictures (onder de naam Cinema Guild Productions) en gedistribueerd door United Artists.

## Verhaal
Jonge, worstelende acteurs (drie mannen en drie vrouwen) delen een appartement om de kosten te drukken. Dit scenario was behoorlijk gewaagd gezien de conservatieve en censurerende houding van die tijd. De huisbazin geeft de acteurs een toneelstuk dat lang geleden is achtergelaten door een armlastige, uitgezette huurder (gespeeld door Robert Benchley). Die voormalige huurder is nu een succesvolle theaterproducent en toneelschrijver, die onlangs weer een kamer heeft genomen in zijn oude omgeving om inspiratie op te doen en zijn eerste toneelstuk te herschrijven—hetzelfde toneelstuk dat de huisbazin had bewaard toen hij werd uitgezet. De jonge acteurs proberen dit toneelstuk aan hem te verkopen. 
De verwikkelingen beginnen wanneer nicht Muriel (gespeeld door Florence MacMichael) op bezoek komt en de zondige samenwoning ontdekt; ze verklikt het aan haar familie, die meteen komt opdagen om hun dochters mee naar huis te nemen. Chaos en hilariteit volgen, aangedreven door Muriel's acties en haar unieke, kinderachtige verklikkersstem.

## Rolverdeling
- William Holden als Norman Reese
- Eddie Bracken als George Bodell
- Robert Benchley als Arthur Kenny
- Susan Hayward als Kate Benson
- Martha O'Driscoll als Dottie Coburn
- Barbara Britton als Marge Benson Dennison
- Mabel Paige als Mevrouw Garnet
- Florence MacMichael als Muriel Foster
- James Brown als Tony Dennison
- Jay Fassett als J.T. Coburn
- Paul Hurst als Eerste agent
- Olin Howland als Tweede agent
- Billy Bevan als Phillips

## Productie
Het toneelstuk waarop de film is gebaseerd ging in première in het Windsor Theatre, New York, op 11 februari 1941, met Alfred Drake, Barbara Bel Geddes en Mabel Paige in de cast.

## Ontvangst
De film werd beschreven als een "luchtige farce-komedie over een zorgeloze groep jonge acteurs en actrices die samenwonen."